# Neugraben-Fischbek
Neugraben-Fischbek o en baix alemany Neegroben-Fischbeek és un barri del districte d'Harburg al sud de l'estat d'Hamburg a Alemanya a la frontera amb Baixa Saxònia. El 2012 tenia 26.593 i el 2016 ja eren 28.8891 veïns a una superfície de 22,5 km².

## Geografia
La part meridional es troba al geest i la part septentrional al maresme de la vall de l'Elba i és regat pel Falkenbek i una xarxa de wetterns, dels quals el més ample fa de frontera amb el barri de Francop. Està creuat per la carretera major B73 Hamburg-Cuxhaven i de la línia del metro S3/S31 Hamburg-Buxtehude-Stade amb dues estacions: Neugraben i Fischbek. Els cursos d'aigua que van donar el nom als dos nuclis, el riu Fischbek i el canal neu (en baix alemany antic Nie Graben) van desaparèixer.

## Història

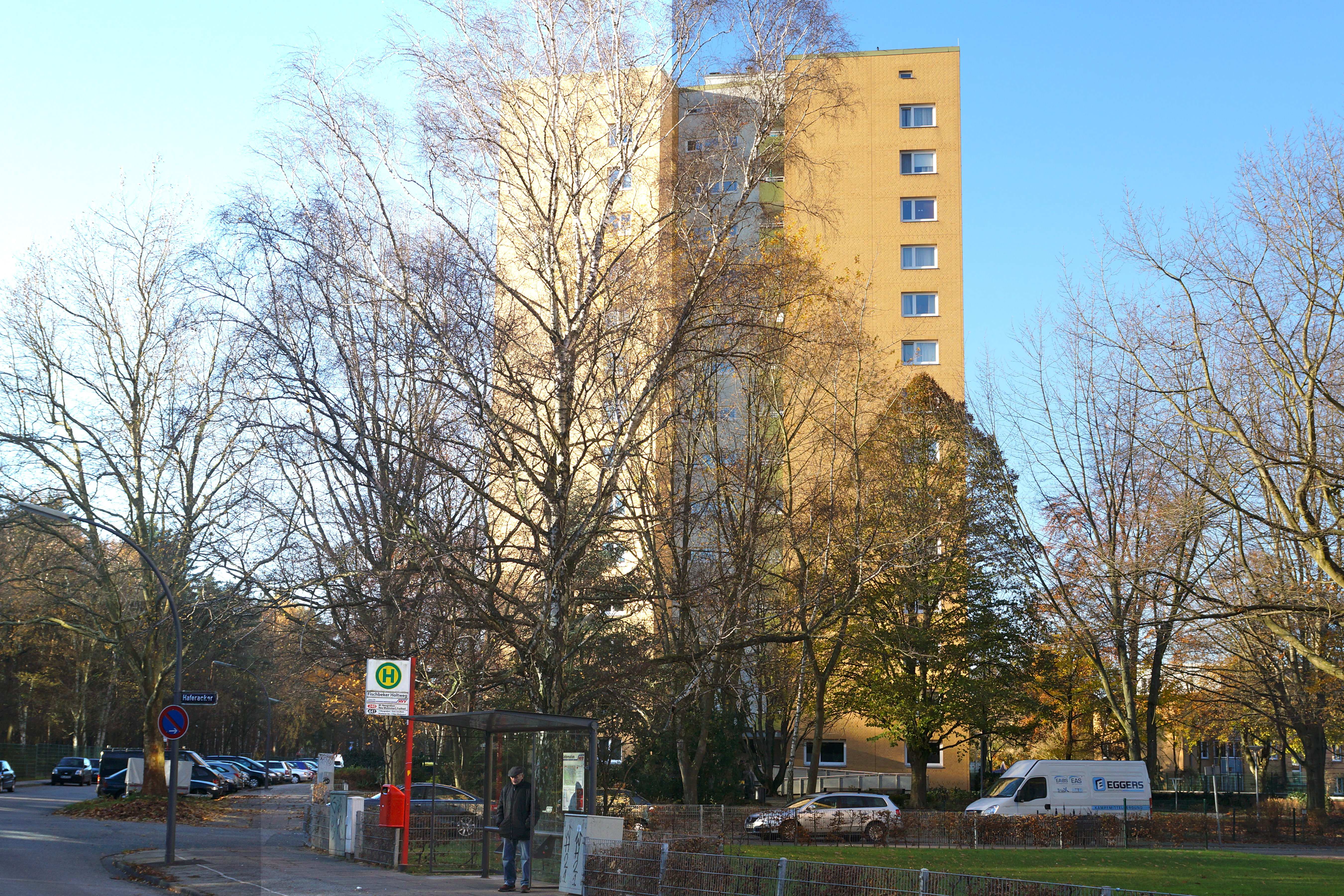
Gratacel al carrer Hafenacker

El primer esment de Niegraben data d'un document d'Otó, l'oncle i tutor del menor Francesc Otó de Brunsvic-Lüneburg, Fischbek s'esmenta el 1544 en un inventari dels masos de l'amt Moisburg. El Falkenbek, també anomenat Scheebeek, era la frontera històrica entre els dos pobles i entre dues juridiccions medievals: la de Moisburg i la d'Harburg, ambdós feus del regne de Lüneburg, tot i que l'arquebisbat de Bremen i posseïa molts camps. Tot i això, a la terra sorroso del geest no era gaire fèrtil. Els trenta masos amb què els dos nuclis comptaven el 1665 conèixien molts anys magres. Entre 1750 i 1800 va començar l'obra per assecar el maresme per l'excavació de wetterns fins al Moorwettern que van transformar-se en prats molls no gaire fèrtils tampóc, sovint, l'aigua excedentària les feia impracticables.

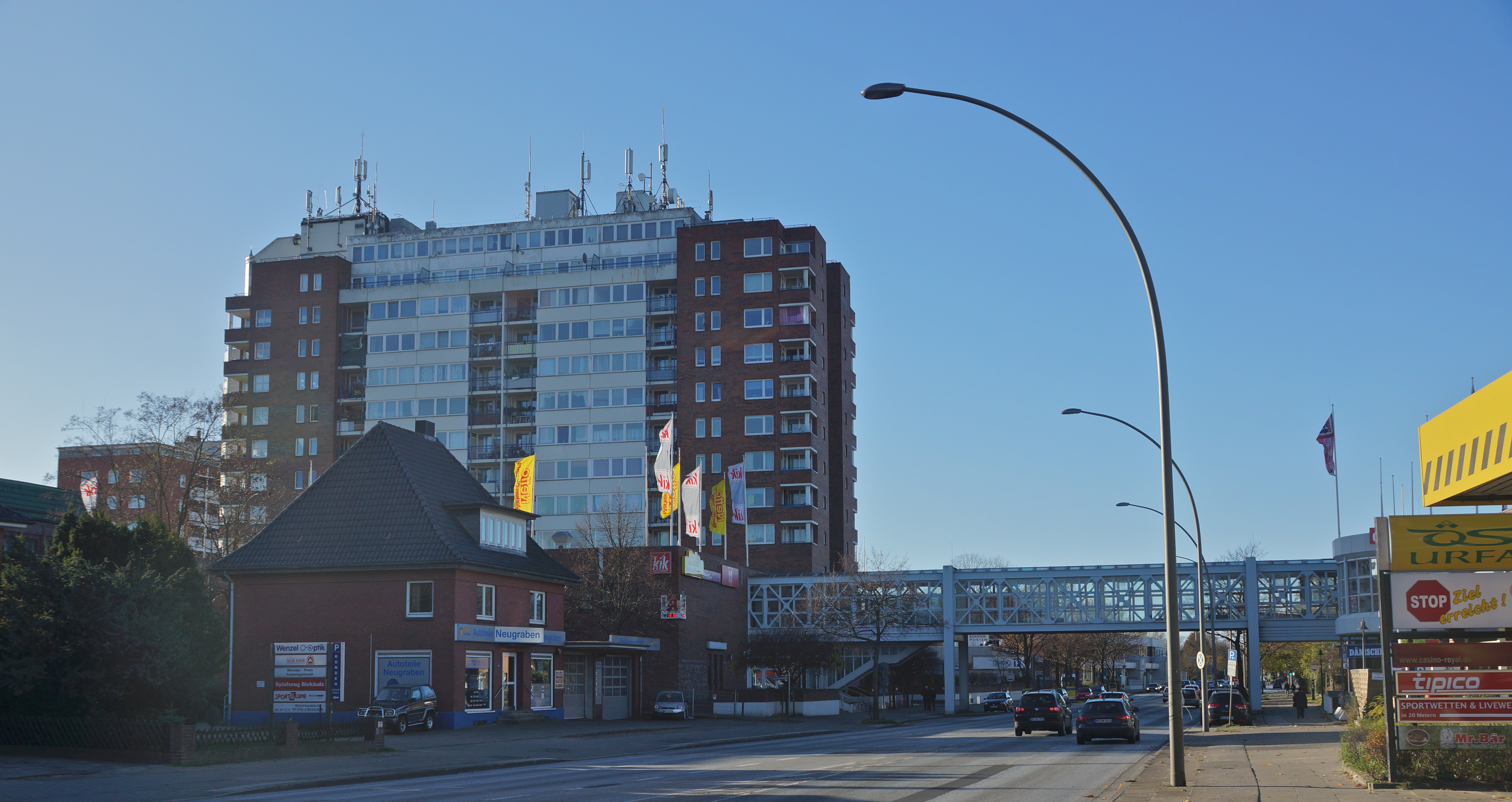
El quarter modern

Un canvi major va produir-se després de la construcció del ferrocarril Harburg-Cuxhaven que va atreure les primeres indústries. A la landa Fischbeker Heide es van obrir al segle xix mines de sorra i de grava necessària per a la construcció. Al maresme s'explotava la torba. Després de la reforma territorial de l'administració prussiana 1867, van integrar-se al districte d'Harburg nou creat. El 1937, després de la promulgació de la llei de l'àrea metropolitana d'Hamburg Fischbek i Neugraben s'integraren a la ciutat d'Hamburg. Durant la Segona Guerra Mundial va escapar als bombardejos de l'Operació Gomorra del 1943 i s'hi van acollir pròfugues en barracons provisionals, construïts per presoners d'una extensió del Camp de concentració de Neuengamme a l'entorn del carrer Falkenbergstrasse. Després de la guerra, a poc a poc aquestes habitacions provisionals van transformar-se en veritables cases. En ser l'únic quarter d'aquesta arquitectura popular del postguerra que subsisteix, va ser llistat com a monument protegit. El 1951 els dos pobles van fusionar i formar l'actual barri.
Des dels anys 1970 van crear-se quarters nous a l'entorn de les dues estacions del metro amb gratacels i ponts per a vianants, amb l'encant típic de l'arquitectura brutalista: el contrast amb les dues reserves naturals tranquils, les restes dels nuclis antics, el barri «provisional definitiu» del Falkenberg no podria ser més gran en tant poca distància. La cicatrització del barri, tallat per la carretera i el ferrocarril queda un repte urbanístic per a les generacions futures.

## Llocs d'interès
- EL parc natural de l'aiguamoll del Moorgürtel
- El parc natural sec de la landa del Fischbeker Heide
- Les cases d'entramat de fusta del nucli antic a l'entorn del carrer Francoper Strasse
- El mont Hasselbrack, punt més alt de l'estat d'Hamburg (116 metres sobre el nivell mitjà del mar

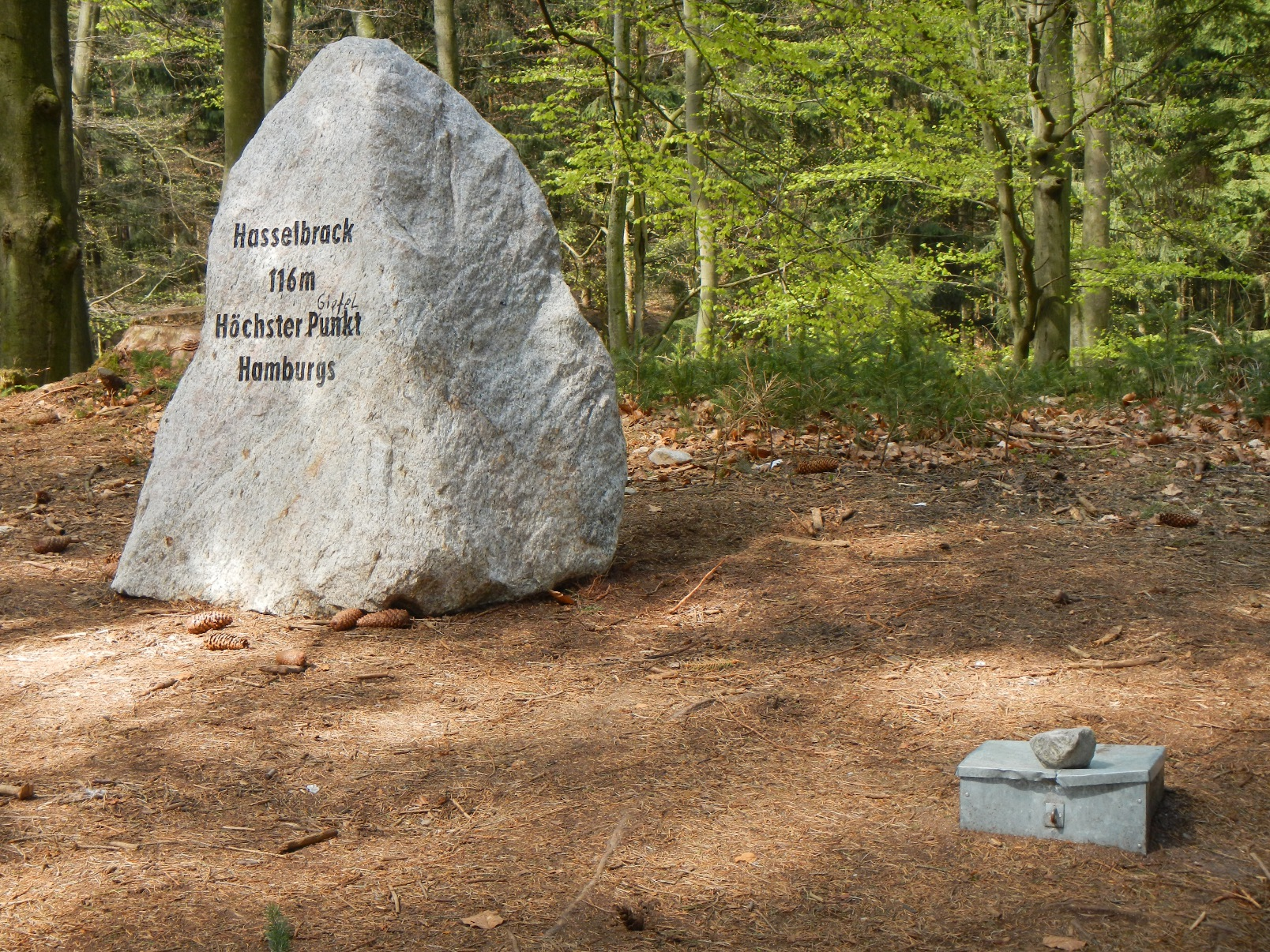
El Hasselbrack
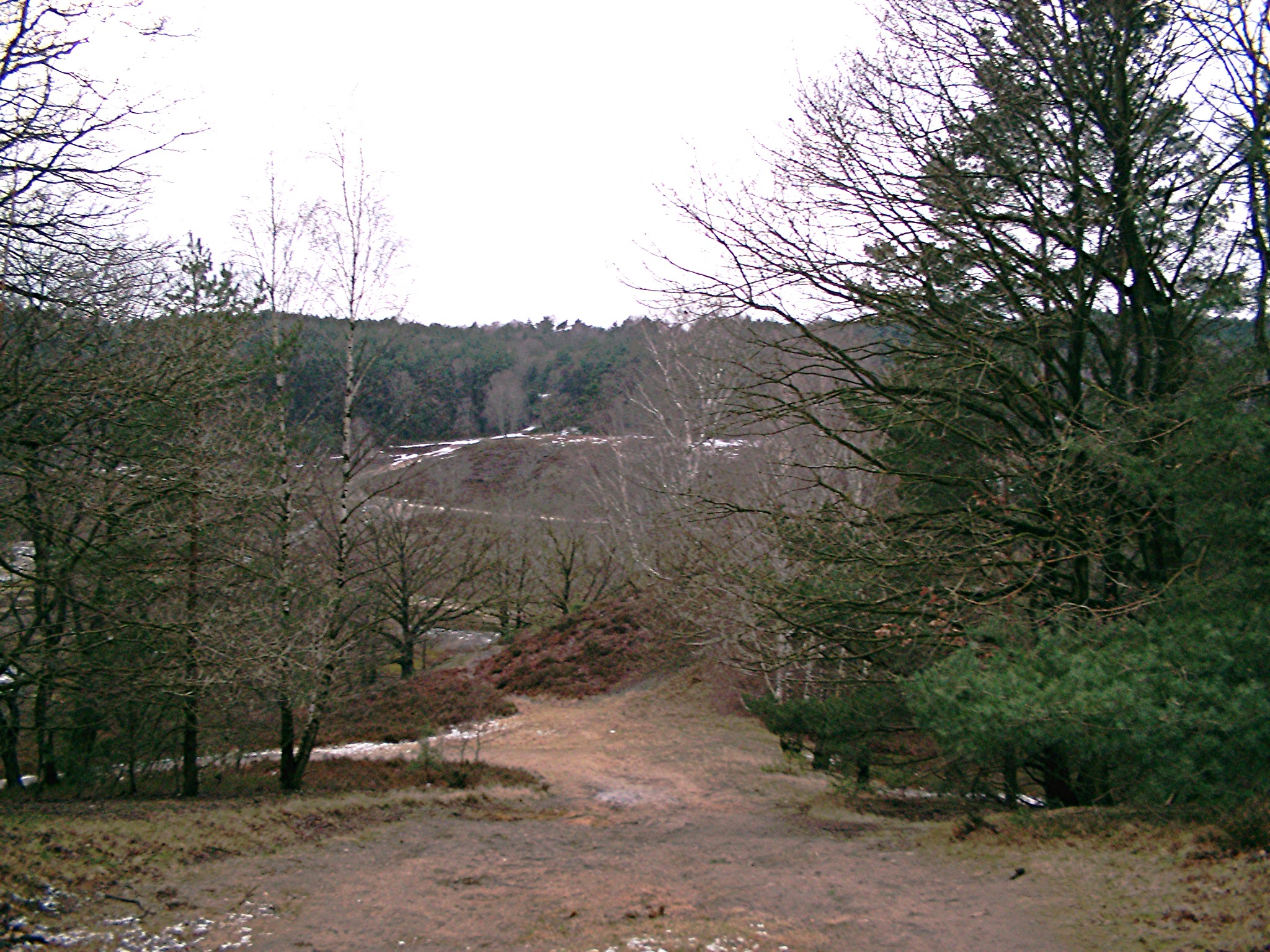
Fischbeker Heide
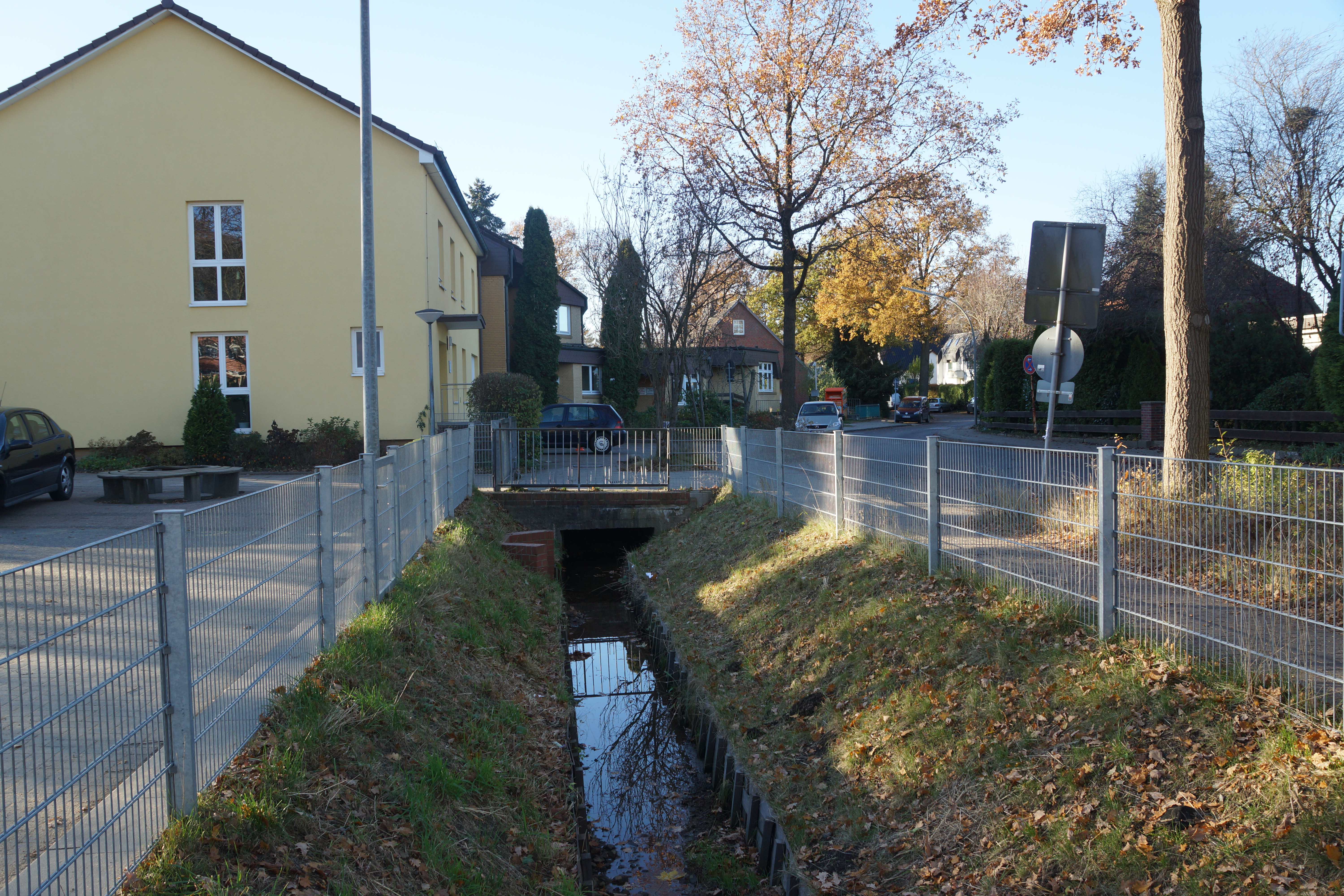
El Falkenbek

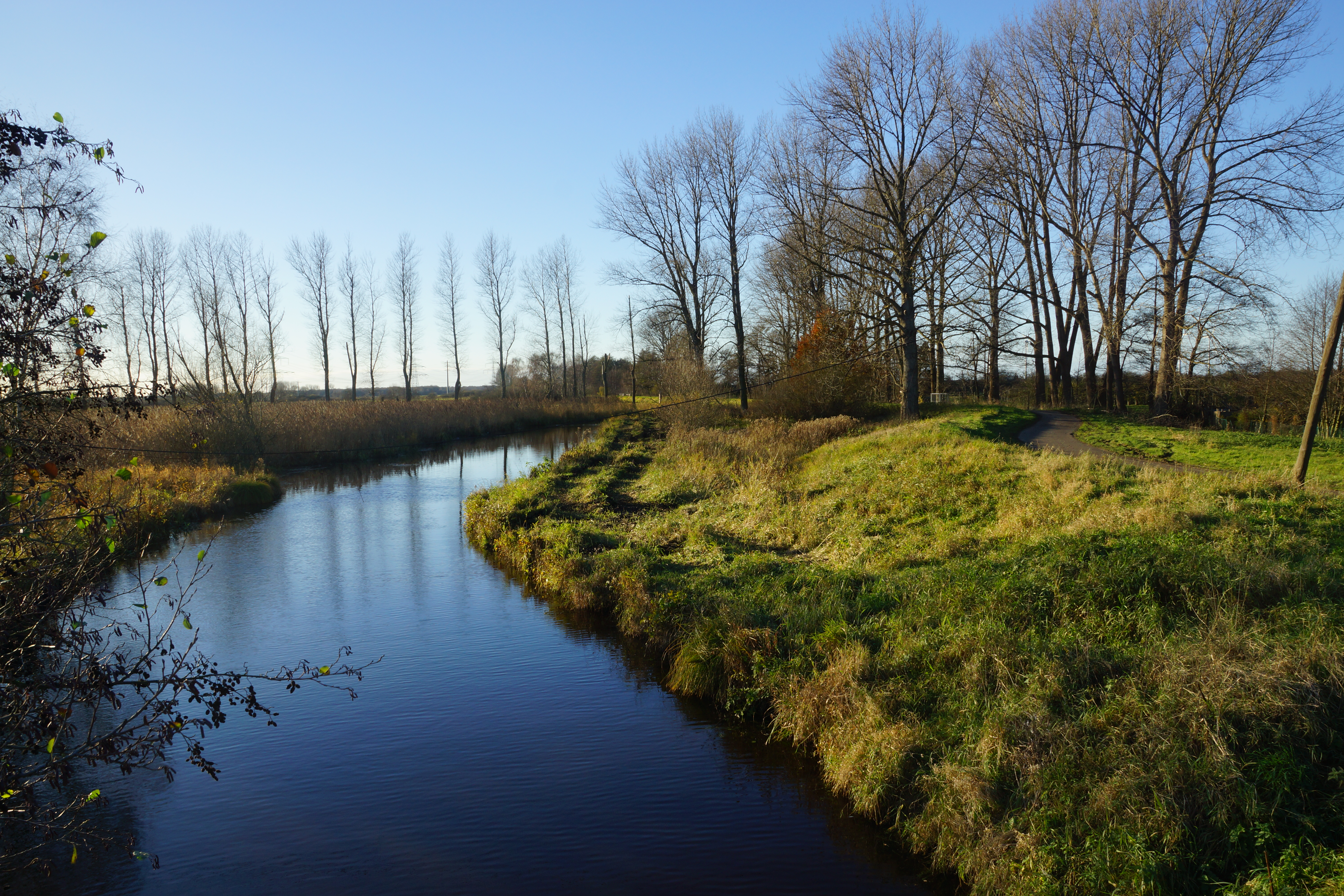
Moorwettern, esquerra: Neugraben, dreta Francop
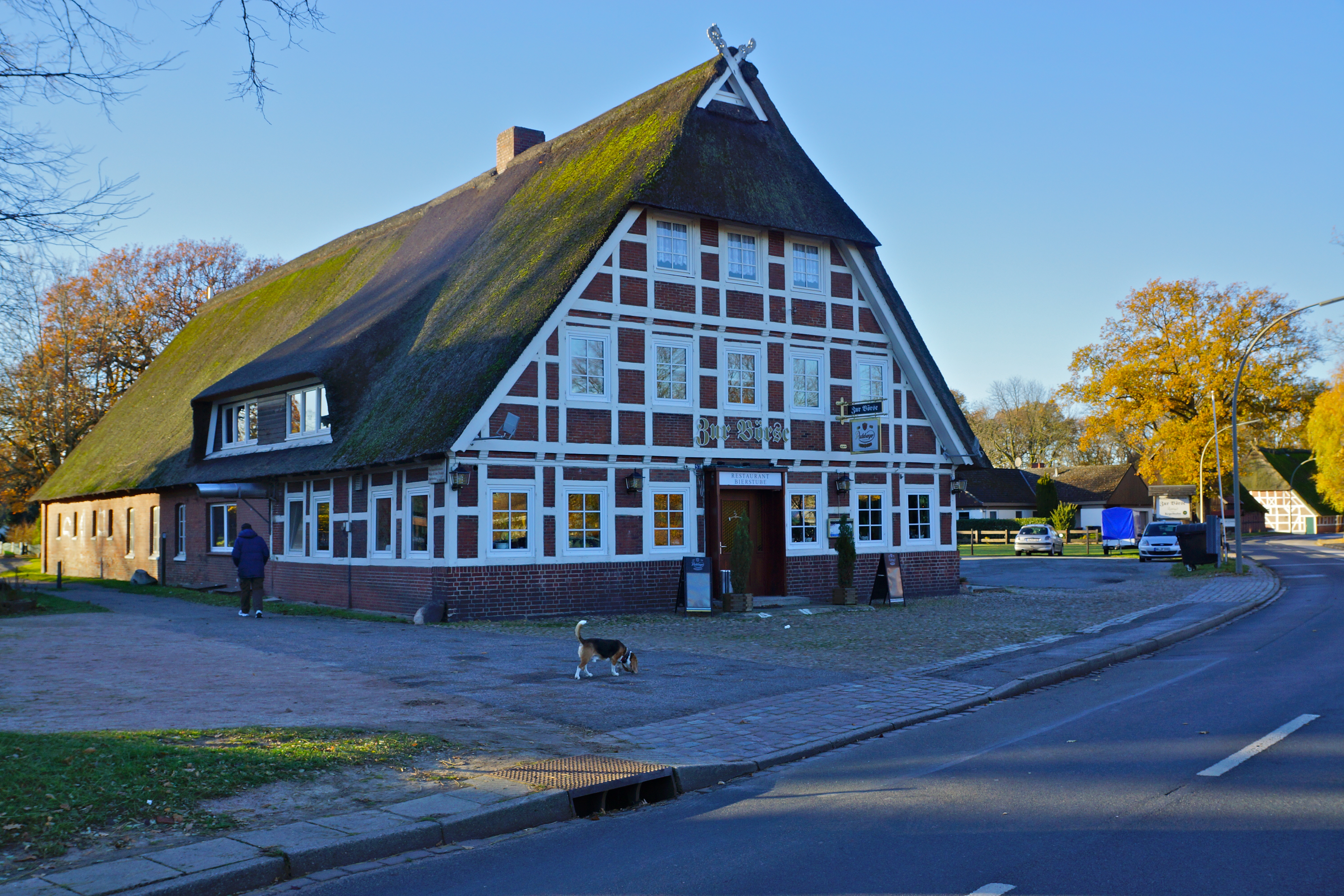
Alberg Zur Börse
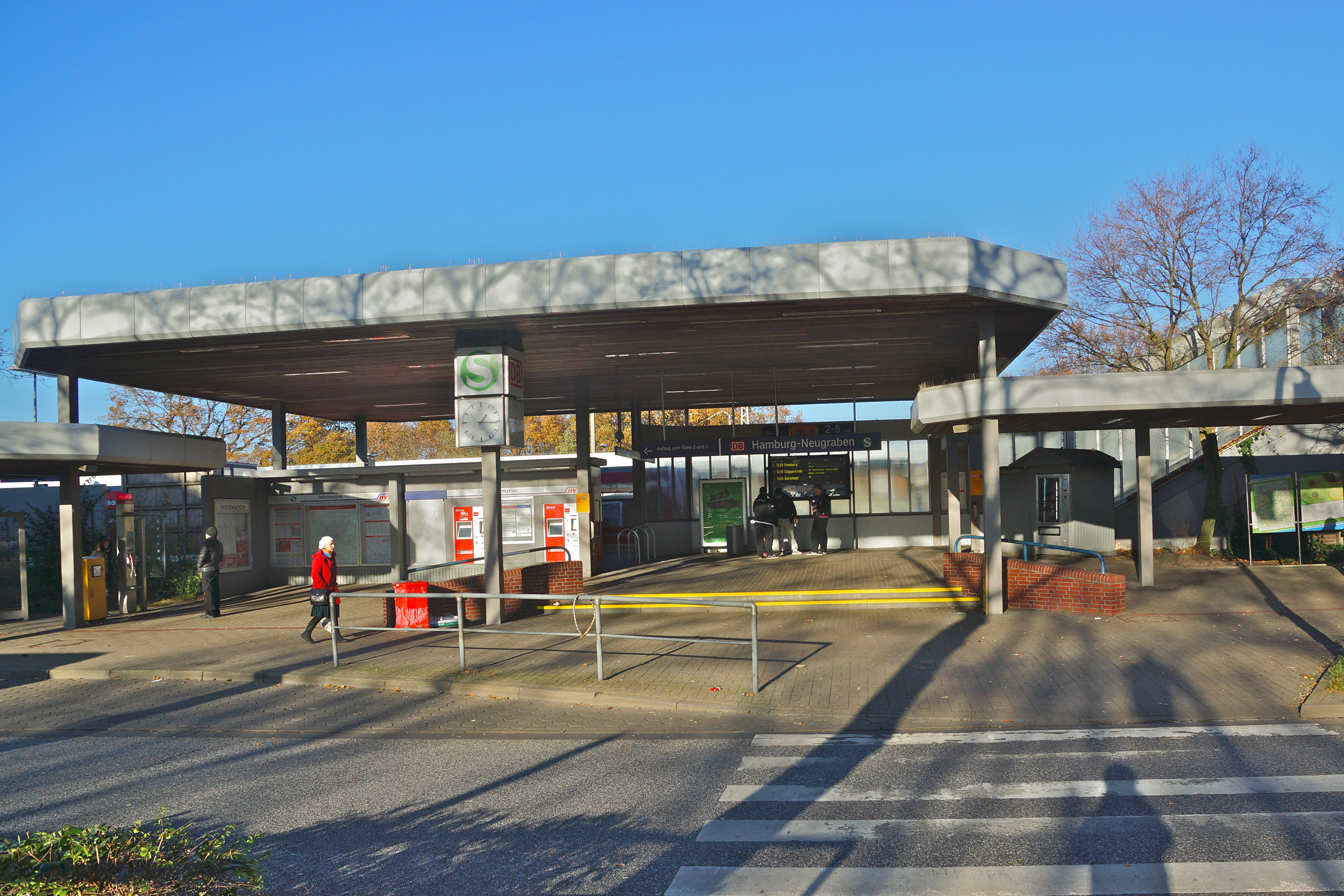
L'estació

## Enllaços i referències
A Wikimedia Commons hi ha contingut multimèdia relatiu a: Neugraben-Fischbek

1. ↑  «Hochdeutsch-plattdeutsche Liste von Stadtteilen in Hamburg» (en alemany, baix alemany).   Fehrs-Gilde Gesellschaft für niederdeutsche Sprachpflege, Literatur und Sprachpolitik. [Consulta: 2 maig 2018].
2. ↑  «Neugraben-Fischbek» Arxivat 2013-11-26 a Wayback Machine., Hamburger Stadtteil-Profile 2012, Hamburg, Statistikamt Nord, 2012, pàgines 224-225, ISSN 1863-9518
3. ↑  Mittheilungen des Gewerbevereins für das Königreich Hannover, Parts 21-27, Gewerbe-Verein für das Königreich Hannover, Editorial Helwing, 1841, pàgina 130
4. ↑  Tilgner, Daniel (red.). «Neugraben-Fischbek». A: Hamburg von Altona bis Zollenspieker: Das Haspa-Handbuch für alle Stadtteile der Hansestadt (en alemany).  Hamburg: Hoffmann & Campe, 2002, p. 716 ss.. ISBN 3-455-11333-8.